# إل جي جي برو لايت
إل جي جي برو لايت (بالإنجليزية: LG G Pro Lite)‏ هو هاتف ذكي من إل جي أليكترونيكس يعمل بنظام أندرويد تم الكشف عنه في 10 أكتوبر 2013، تم طرحه في الأسواق في نوفمبر 2013.

## الخصائص
- نظام التشغيل: أندرويد
- الكاميرا الأمامية: 1.3 ميجابكسل
- الكاميرا الخلفية: 8.0 ميجابكسل
- الوزن: 161 غرام
- المعالج: 1 جيجا هرتز ثنائي النواة
- الذاكرة: 1 جيجابايت
- التخزين: 8 جيجابايت